# حالوشيات
الحالوشيات أو الجنكازيات أو الحَفَّارات أو الديدان الصرَّارة أو صرَّارة المساء أو فصيلة صراصير الحقل أو الجدجد الحفار (الاسم العلمي: Gryllotalpidae) (بالإنجليزية: Mole cricket)‏ هي فصيلة في رتبة مستقيمات الأجنحة (الجنادب والجراد والصراصير). والحالوش حشرة أسطوانية الجسم، وطولها حوالي 3-5 سم، لها أعين صغيرة وقوائم أمامية متطورة بشكل كبير تشبه المجرفة تستخدمها لحفر جحور في الأرض. أشهر أجناسه الحالوش.

## الوصف
تختلف حشرات الحالوش في الشكل والحجم، ولكن لمعظمها حجم الحشرة الوسطي، تطول من 3-5 سم. ولها عضلات قوية، تشعر بها عند الإمساك بالحشرة في اليد، وستحاول الحشرة أن تعثر على طريق للخروج بقوةٍ ملحوظة، ولكنها مسالمة. لها بطن رخوة نسبيًا، ولكن رأسها صلبة وكذلك قوائمها الأمامية ومقدم الصدر. وتشبه أرجلها الخلفية أرجل الصرصور العادي، ولكنها أرجل مُهيأة للجرف أثناء الحفر أكثر منها إلى  القفز، الأمر الذي نادرًا ما تفعله وحينما تضطر إليه تفعله على نحوٍ هزيل.

## علم الأحياء
وتستطيع معظم أنواع حشرات الحالوش الطير بقوةٍ، إذا لم يكن برشاقةٍ وعلى نحوٍ مُكرر. وغالبا ما تطير عند التنقل بين المسافات الطويلة فحسب، كوقت تغيير المنطقة التي تحتلها. فقد تطير ذكور بعض من أنواع الحالوش في موسم التزاوج لمسافاتٍ تصل إلى 8 كيلومتر (5.0 ميل). وتنشط حشرات الحالوش معظم فترات السنة، إلا أنها تدخل في مرحلة السبات الشتوي في فصل الشتاء. ويكون للصغار أجنحة أصغر، ويختلف شكلها باختلاف النوع، فالبعض يشبه الجندب، أو النمل الكبير جدًا أو داكن-اللون «النمل الأبيض» عندما تكون قصيرة الجناحات.
وتُعد الحالوش آكل نبات وحيوان، وتتغذى على اليرقات والدود والجذور والأعشاب. ومن بين المتعضّات المعروفة التي تتغذى على الحالوش الطيور والجرذان والظربان الأمركي والمدرع والراكون والثعلب والنمل الأزرق.
وتُعد حشرات الحراشة منتشرة نسبيًا، غير أنها ليلية وتقضي معظم حياتها تقريبًا في أنفاقٍ واسعة تحت الأرض، لذا فإنها قليلا ما تُرى. وتُسهب حشرات الحالوش في سقسقتها في الجحور التي تنحتُها بمنتهى الدقة على شكل قرن أسِّي مزدوج الذي يعمل بدوره عمل مكبرٍ للصوت. وتسكُن في الحقول الزراعية، والمروج وجداول الخليج. وهي موجودة في جميع القارات باستثناء قارة القارة القطبية الجنوبية، وتُعد في الأغلب آفة، وهي قد تؤكل مع ذلك في شرق آسيا مقلية. وتقل أعداد الحالوش في بعض الأماكن بسبب التعرية وتدمير البيئة.